# Lega di pallamano maschile degli Emirati Arabi Uniti
La Lega di pallamano maschile degli Emirati Arabi Uniti, conosciuta anche con il nome di United Arab Emirates Men's Handball League, è il massimo campionato nazionale di pallamano maschile degli Emirati Arabi Uniti. Il campionato è organizzato e gestito dalla United Arab Emirates Handball Federation.La prima edizione della competizione si è tenuta nel 1976 e vide la vittoria dello Sharjah.
Lo Sharjah è la squadra campione in carica, avendo vinto nella stagione 2023-2024 il loro ottavo titolo consecutivo, il diciottesimo nella storia del club, che rende il club quello con il maggior numero di titoli nazionali vinti.

## Squadre partecipanti
| Shabab Al-Ahli | Dubai         |
| Al Ain         | Al Ain        |
| Al Dhafra      | Madinat Zayed |
| Al Jazira      | Abu Dhabi     |
| Al Nasr Dubai  | Dubai         |
| Sharjah        | Sharjah       |
| Al Wahda       | Abu Dhabi     |
| Al Wasl        | Dubai         |
| Baniyas        | Abu Dhabi     |
| Dibba Al Hisn  | Dibba Al-Hisn |
| Maliha         | Maliha        |

## Albo d'Oro
- 1976-77:  Sharjah
- 1977-78:  Sharjah
- 1978-79:  Al Ain
- 1979-80:  Sharjah
- 1980-81:  Al Ain
- 1981-82:  Al Ain
- 1982-83:  Al Wasl
- 1983-84:  Al Wasl
- 1984-85:  Al Wasl
- 1985-86:  Al-Ahli Dubai
- 1986-87:  Al Wasl
- 1987-88:  Al-Ahli Dubai
- 1988-89:  Al Wasl
- 1989-90:  Al Shabab Dubai
- 1990-91: Non completato a causa della Prima Guerra del Golfo
- 1991-92:  Sharjah
- 1992-93:  Sharjah
- 1993-94:  Al Ain
- 1994-95:  Sharjah
- 1995-96:  Al-Ahli Dubai
- 1996-97:  Al Jazira
- 1997-98:  Al-Ahli Dubai
- 1998-99:  Sharjah
- 1999-00 : Sharjah
- 2000-01:  Al Nasr Dubai
- 2001-02:  Sharjah
- 2002-03:  Al Nasr Dubai
- 2003-04:  Al Nasr Dubai
- 2004-05:  Al-Ahli Dubai
- 2005-06:  Sharjah
- 2006-07:  Al-Ahli Dubai
- 2007-08:  Al Nasr Dubai
- 2008-09:  Al Wasl
- 2009-10:  Al Wasl
- 2010-11:  Al-Ahli Dubai
- 2011-12:  Al-Ahli Dubai
- 2012-13:  Al-Ahli Dubai
- 2013-14:  Al Nasr Dubai
- 2014-15:  Al-Ahli Dubai
- 2015-16:  Al Jazira[2]
- 2016-17:  Sharjah
- 2017-18:  Sharjah
- 2018-19:  Sharjah
- 2019-20:  Sharjah
- 2020-21:  Sharjah
- 2021-22:  Sharjah[3]
- 2022-23:  Sharjah[4]
- 2023-24:  Sharjah[1]

### Vittorie per squadra
| Squadra                       | Vittorie | Stagioni vittorie |
| ----------------------------- | -------- | --- |
| Sharjah                       | 18       | 1976–77, 1977–78, 1979–80, 1991–92, 1992–93, 1994–95, 1998–99, 1999–2000, 2001–02, 2005–06, 2016–17, 2017–18, 2018–19, 2019–20, 2020–21, 2021–22, 2022–23, 2023–24 |
| Al-Ahli Dubai/ Shabab Al-Ahli | 10       | 1985–86, 1987–88, 1995–96, 1997–98, 2004–05, 2006–07, 2010–11, 2011–12, 2012–13, 2014–15                                                                           |
| Al Wasl                       | 7        | 1982–83, 1983–84, 1984–85, 1986–87, 1988–89, 2008–09, 2009–10 |
| Al Nasr Dubai                 | 5        | 2000–01, 2002–03, 2003–04, 2007–08, 2013–14 |
| Al Ain                        | 4        | 1978–79, 1980–81, 1981–82, 1993–94 |
| Al Jazira                     | 2        | 1996–97, 2015–16 |
| Al Shabab Dubai               | 1        | 1989–90 |